# Gladiolus serenjensis
Gladiolus serenjensis är en irisväxtart som beskrevs av Peter Goldblatt. Gladiolus serenjensis ingår i släktet sabelliljor, och familjen irisväxter.
Artens utbredningsområde är Zambia. Inga underarter finns listade i Catalogue of Life.